# What Hurts the Most
What Hurts the Most is een nummer geschreven door de Amerikaanse songwriters Jeffrey Steele en Steve Robson. Het nummer gaat over een verbroken relatie en in het refrein wordt uitgelegd wat het pijnlijkste hiervan is, namelijk het feit dat de verteller zijn of haar gevoelens niet heeft kunnen uiten voor dat de relatie werd verbroken. Het nummer is ontstaan nadat Robson Steele had geconfronteerd met een niet-afgemaakte track, waar Steele vervolgens een tekst op schreef. Oorspronkelijk wilde hij iets schrijven over het verliezen van zijn vader, maar besloot uiteindelijk te kiezen voor een universeler thema, het verliezen van een geliefde.
Het nummer werd oorspronkelijk opgenomen door Mark Wills voor zijn album And the Crowd Goes Wild (2003). Pas in 2005 werd het nummer voor het eerst op single uitgebracht, gecoverd door Jo O'Meara; het verscheen tevens op haar album Relentless. Nog datzelfde jaar pikte ook country-band Rascal Flatts het nummer op en bracht het uit als de eerste single van hun album Me and My Gang (2006). Het nummer werd een succes in de hitlijsten en zorgde ervoor dat de originele versie van Wills ook in de charts terechtkwam. De groep kreeg er in 2007 enkele Grammy-nominaties voor.
De Duitse Eurodance-act Cascada bracht het nummer in 2007 internationaal onder de aandacht. Verder werd het nummer door Faith Hill opgenomen gedurende de voorbereidingen van het album Fireflies uit 2005, maar het nummer haalde het album uiteindelijk niet. De Nederlandse zangeres Rachel Kramer nam in 2009 een eigen versie op, in de hoop het nummer na eventuele overwinning in X Factor te kunnen uitbrengen op single. Ze werd echter tweede, maar de zangeres gaf aan dat het nummer wel op haar album zal komen te staan. Kramers versie werd geproduceerd door Tjeerd Oosterhuis.
Op 17 februari 2017 wint Pleun Bierbooms The Voice of Holland met haar versie van What Hurts the Most. Ze brengt haar versie ook uit op single, en het bereikte de Tipparade.